# Grock
Grock, egentligen Karl Adrien Wettach, född 10 januari 1880, död 14 juli 1959, var en schweizisk clown.
Han var son till en schweizisk urmakare. Grock var verksam på såväl cirkus som teater, och han spelade 17 olika musikinstrument under sina föreställningar.

## Galleri

Ett signerat exemplar av Grocks bok Ein Leben als Clown, Ett liv som Clown.
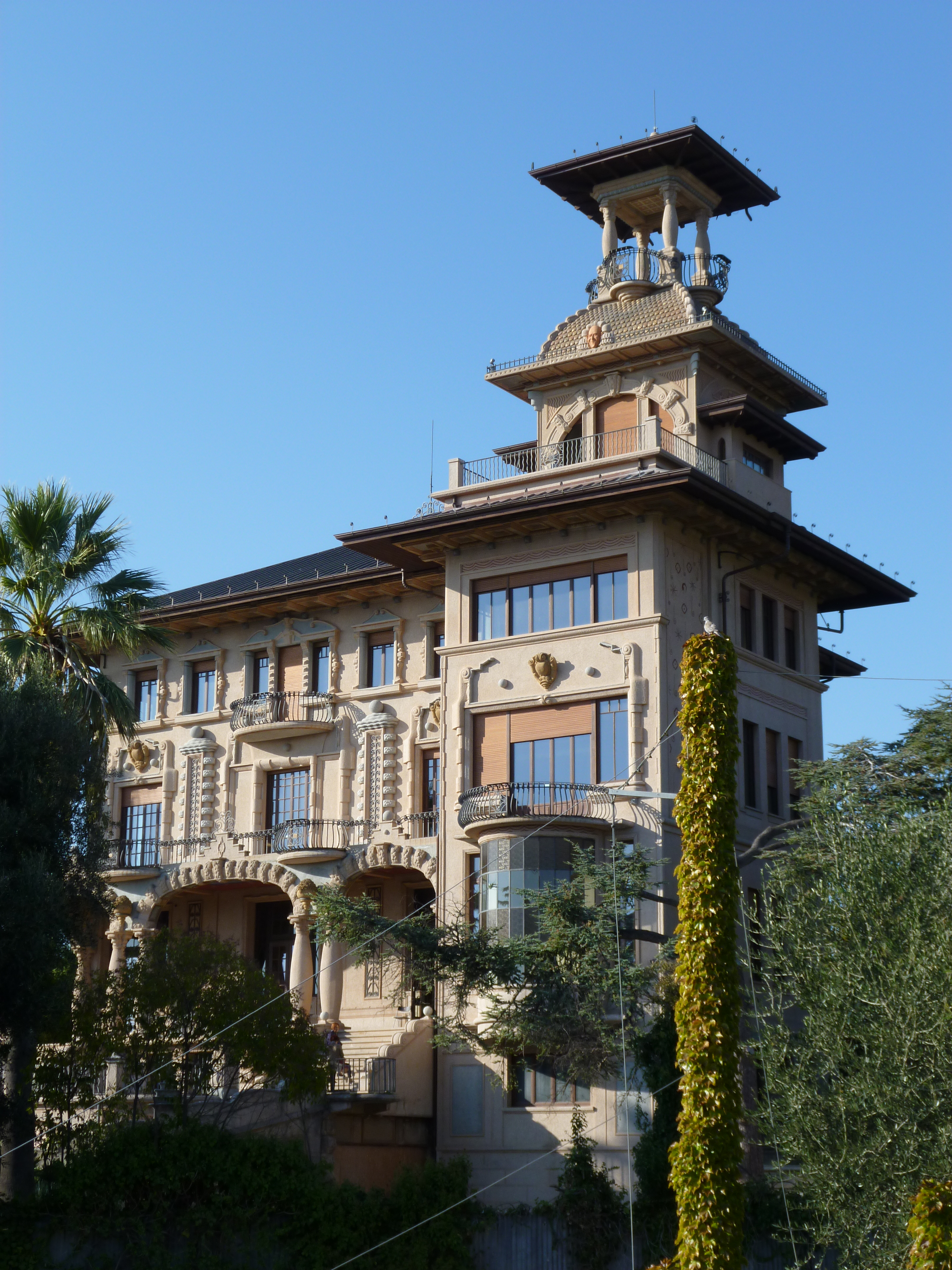
Villa Grock.
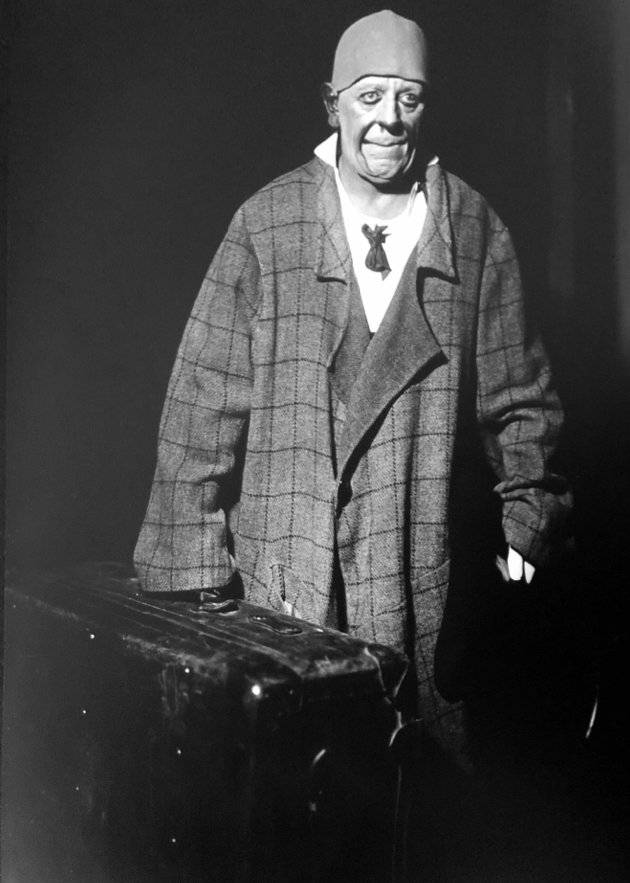
Grock 1931.